# Tjålmejaure (Sorsele socken, Lappland)
Tjålmejaure är en sjö i Sorsele kommun i Lappland och ingår i Umeälvens huvudavrinningsområde. Sjön har en area på 0,0569 kvadratkilometer och ligger 805,2 meter över havet. Tjålmejaure ligger i Vindelfjällen Natura 2000-område.

## Delavrinningsområde
Tjålmejaure ingår i det delavrinningsområde (734605-150465) som SMHI kallar för Ovan Sukkejukke. Medelhöjden är 913 meter över havet och ytan är 39,73 kvadratkilometer. Räknas de 2 avrinningsområdena uppströms in blir den ackumulerade arean 63,15 kvadratkilometer. Barasjåkkå som avvattnar avrinningsområdet har biflödesordning 4, vilket innebär att vattnet flödar genom totalt 4 vattendrag innan det når havet efter 481 kilometer. Avrinningsområdet består mestadels av kalfjäll (95 procent). Avrinningsområdet har 0,13 kvadratkilometer vattenytor vilket ger det en sjöprocent på 0,3 procent.